# Teniente Maza (Río Negro)
Teniente Maza es un paraje del Departamento Valcheta, en la provincia de Río Negro, Argentina. El origen de esta localidad está dado por la estación de ferrocarril del mismo nombre. Está ubicada en la posición geográfica 40°30′15″S 66°46′05″O / -40.50417, -66.76806.

## Toponimia
El nombre de esta localidad tiene su origen en honor a uno de los oficiales muertos durante la campaña del Desierto